# Trance (musik)

 Denne artikel bør gennemlæses af en person med fagkendskab for at sikre den faglige korrekthed.

Trance er en bred elektronisk dance-musikgenre, som har rødder i de fleste genrer inde for elektronisk musik. Trance musik er generelt karakteriseret af et tempo mellem 130 og 160 bpm med gentagne musiske sektioner genereret af en synthesizer. Et andet karaktertræk er formen, som bygger sig op og ned gennem nummeret oftest efterfulgt af et "breakdown". Der bygges op mod et eller flere klimakser. Nogle tilfælde bruges der også vokal; oftest kvindelig vokal.
"Trance" har fået sit navn fra de gentagende og gradvis forvandlende beats, og de pulserende melodier der antagelsesvis vil bringe dem der hører det i en form for trance-lignende tilstand.

## Historie
I de tidlige 1980'ere begyndte den tyske komponist Klaus Schulze at lave en dengang ukendt form for musik. Det var en eksperimentel og atmosfærisk genre der blev kaldt "space music". I to af hans albums fra 1980'erne indgår ordet "trance" i en af titlerne; "trancefer" deraf genrens navn.
Nogle af de første egentlige trance optagelser kom fra den engelske acid house gruppe, The KLF. Gruppen er gået hen og blevet kult, da musikken de lavede dengang slet ikke kan sammenlignes med den trance, der findes i dag.

## Popularitet
Trance er forholdsvis populært i stort set hele Vesteuropa. Der er også en trance scene i Danmark, men den kan ikke måle sig med de største, som man i dag finder i Tyskland, England og Holland. Genren har også bredt sig til USA, hvor det bliver mere og mere populært at lave og producere genren.

## Undergenrer af trance
- Acid trance
- Beirut trance
- Tripoil trance
- Goa trance
- Psychedelic trance
- Light psytrance
- Dark psytrance
- Progressive psytrance
- Uplifting psytrance
- Hard trance
- Ibiza trance
- Vocal trance
- Neo-trance
- Ambient trance
- Minimal trance
- Progressive trance
- Uplifting trance

| Musik | Spire Denne musikartikel er en spire som bør udbygges. Du er velkommen til at hjælpe Wikipedia ved at udvide den. |